# Kolathur
Kolathur è una suddivisione dell'India, classificata come town panchayat, di 10.319 abitanti, situata nel distretto di Salem, nello stato federato del Tamil Nadu. In base al numero di abitanti la città rientra nella classe IV (da 10.000 a 19.999 persone).

## Geografia fisica
La città è situata a 11° 51' 21 N e 77° 46' 01 E.

## Società

### Evoluzione demografica
Al censimento del 2001 la popolazione di Kolathur assommava a 10.319 persone, delle quali 5.423 maschi e 4.896 femmine. I bambini di età inferiore o uguale ai sei anni assommavano a 931, dei quali 494 maschi e 437 femmine. Infine, coloro che erano in grado di saper almeno leggere e scrivere erano 6.367, dei quali 3.774 maschi e 2.593 femmine.